# TEC Awards
Les TEC Awards (pour Technical Excellence & Creativity Awards) sont une distinction pour les professionnels de l’industrie du son. Les prix sont décernés à des innovations techniques, des entreprises et individus ayant excellé dans l’audio pour le cinéma, la télévision, les concerts ou les enregistrements. Ils ont été créés en 1985 par le magazine Mix.